# 刘克俭 (电力)
刘克俭（？—），河北人，中华人民共和国政治人物。

## 生平
曾任西藏电力公司董事长。后担任国家电网河北省电力公司总经理、党组副书记。2017年5月，当选为中共十九大河北省代表。